# Clea DuVall
Clea Helen D'Etienne DuVall (ur. 25 września 1977 w Los Angeles w Kalifornii) – amerykańska aktorka filmowa i telewizyjna. Rozgłos przyniosła jej rola w horrorze Roberta Rodrigueza pt. Oni (The Faculty, 1998). Zagrała w dwóch popularnych filmach Jamesa Mangolda: Tożsamość (Identity, 2003) oraz Przerwana lekcja muzyki (Girl, Interrupted, 1999). Znana również z roli Sophie w serialu pt. Carnivale (2002) emitowanym na stacji HBO.
Jest lesbijką.

## Filmografia
- Lizzie Borden Took an Ax (2014) − Emma Borden
- The Killing Room (2009) − Kerry Isalano
- Bądź czujna (2008) – Cossie
- Wizja mordercy (Anamorph, 2007) − Sandy Strickland
- Zodiak (2006) – Linda Ferrin
- Herosi (2006) – Audrey Hanson
- The Grudge – Klątwa (2004) – Jennifer Williams
- Helter Skelter (2004) – Linda Kasabian
- Tożsamość (2003) – Ginny
- Carnivale (2003–2005) – Sophie
- 21 gramów (2003) – Claudia
- Projekt Laramie (2002) – Amanda Gronich
- Duchy Marsa (2001) – Bashira Kincaid
- Trzynaście rozmów o tym samym (2001) – Beatrice
- Ścigany (2001) – Lynette Hennessy
- Asy z klasy (2000) – Wanda Rickets
- Przerwana lekcja muzyki (1999) – Georgina
- Cheerleaderka (1999) – Graham
- Cała ona (1999) – Misty
- Oni (1998) – Stokely
- Szalona impreza (1998) – Jana
- Buffy postrach wampirów (1997) – Marcie Ross
- Bezpieczny interes (1997) – Suzy